# Thales Nederland

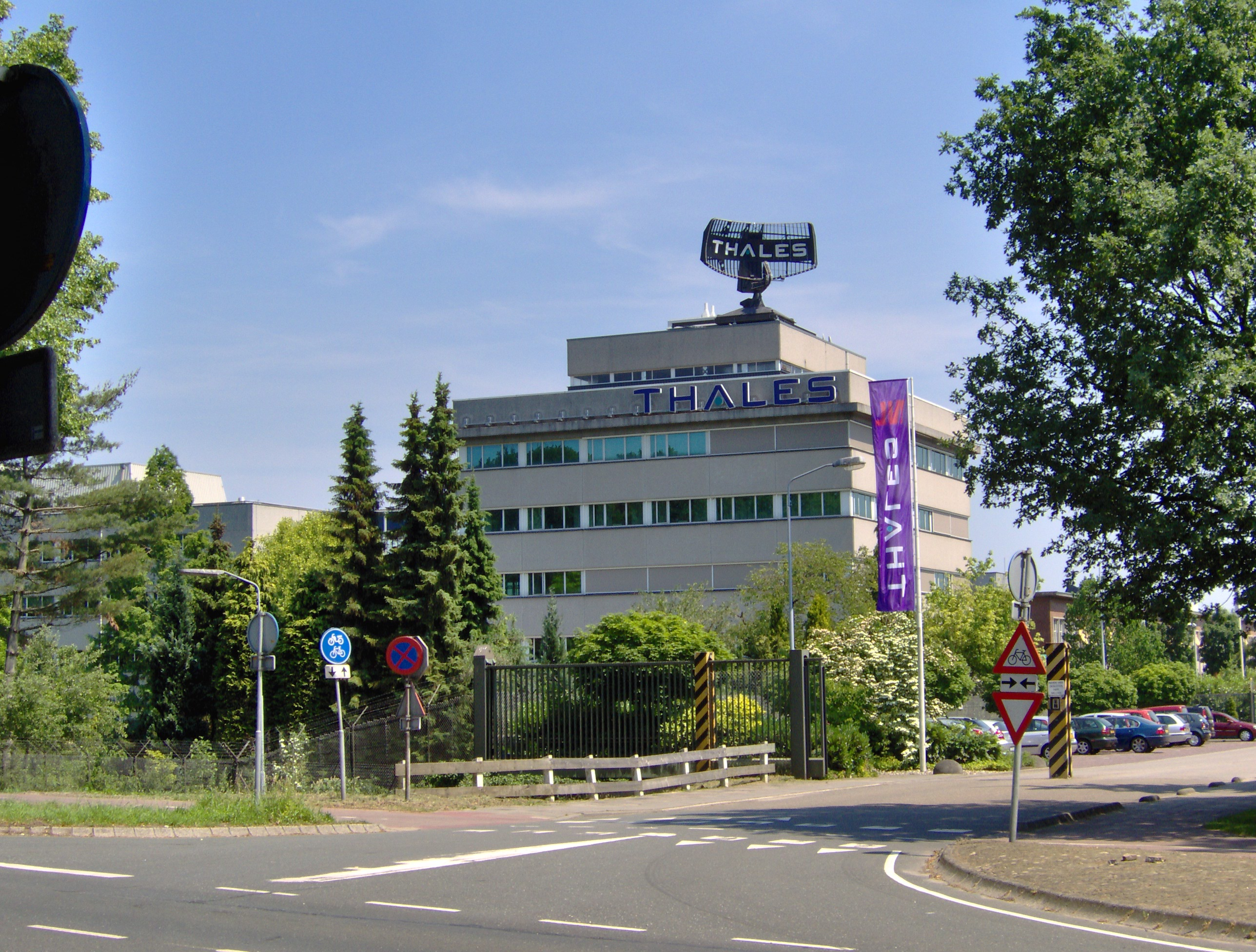
Edificio de Thales Nederland en Hengelo.

Thales Nederland es una subsidiaria de Thales Group. Participa principalmente en sistemas de defensa navales (radares, sensores y sistemas infrarrojos). Otras áreas de negocios en la que Thales Nederland tiene participación son: defensa aérea, comunicaciones, optoelectrónica, sistemas de refrigeración, criogénicos y productos de navegación.

## Historia
Thales Nederland originalmente fue fundada en 1922 bajo el nombre Fabriek van Signaalapparaten con el objetivo de desarrollar sistemas navales.
La fábrica fue capturada por el ejército alemán en 1940 durante la Segunda Guerra Mundial. Después de esta, la empresa fue nacionalizada como N.V. Hollandse Signaalapparaten (Signaal).
En 1956, la mayoría de acciones de Signaal fueron compradas por Philips, la empresa de electrónica basada en Países Bajos. Entre 1956 y el final de la Guerra Fría Signaal había ampliado el negocio al punto donde tenía clientes en 35 países y más de 5.000 empleados.
En 1990 la Philips optó por salirse de los negocios relacionados con la defensa y vendido Signaal a Thomson-CSF, una contratista francesa de electrónica y defensa. Signaal fue renombrada como Thomson-CSF Signaal. Con el cambio de nombre de Thomson a Thales en el año 2000 Thomson-CSF Signaal se convirtió en Thales Nederland.

## Productos
Radares
- APAR (Active Phased Array Radar) radar multifunción.
- SMART-L radar de vigilancia aérea de largo alcance.
- S1850M radar
- SMART-S search radar (la actual versión es el SMART-S Mk2
- DA08 radar
- LW08 radar
- MW08 radar
- VARIANT 2D radar de búsqueda aérea y de superficie
- STIR radar de adquisición y control de tiro con sistema de control de fuego (la actual versión es STIR-IK Mk2)
- STING EO fire control system with fire control radar and electro-optical director
- SIRIUS Sistema infrarrojo de búsqueda, seguimiento y vigilancia para la defensa contra misiles antibuque
- IRSCAN sistema de vigilancia, seguimiento y búsqueda infrarrojo (sustituido por el sistema SIRIUS)
- LIOD fire control system with electro-optic director
- LIROD radar de control de fuego con sistema de control de tiro
- Mirador (TEOOS) Sistema de control de tiro
- Rapids ESM system
- SeaMaster 400 SMILE radar de advertencia aérea
- SeaWatcher 100 radar de detección y seguimiento de superficie
- GateKeeper Sistema de avertencia electroptica o infrarroja

Sistemas de gestión de combate
- TACTICOS
- COMMANDER C3
- COMPACT SENSOR & CONTROL SYSTEM (CSCS)